# Ma Lin
Ma Lin (förenklad kinesiska; 马琳, (familjenamnet är Ma) född 19 februari 1980 i Shenyang, Liaoning, Kina, är en kinesisk bordtennisspelare.
Ma Lin var från den 2 december 2008 rankad som två i världen av ITTF, International Table Tennis Federation, men har numera dragit sig tillbaka som elitspelare.
Han lärde sig att spela bordtennis vid fem års ålder och blev medlem i provinsens lag 1990. 1994, gick han med i Kinas nationella lag. Vid Olympiska sommarspelen 2008 vann han guld i både singel och dubbel. Före honom var det bara två kineser som åstadkommit detta. Ma Lin har nu proffsrekord med 10 titlar i större sammanhang (7 VM och 3 OS-Guld).

## Spelstil och utrustning
Ma Lin använder pennfattning. Han är en offensiv spelare, känd för sin mångsidiga och oförutsägbara serve, tunga korta pushreturer, snabba fotarbete och kraftfulla tredje boll-attacker. Förutom att han har ett solitt backhandskott, använder Ma Lin också ofta omvänd penhold-backhand (RPB), ett innovativt slag som använder undersidan av bladet som ger ett pennskaft för att producera överskruv från båda vingarna. Det farligaste vapen Ma Lin har i sin arsenal, är hans konsekventa forehandsloop, som han ofta använder för att avsluta en poäng beslutsamt.
Ma Lin har använt Yasaka Ma Lin Extra Offensiv Penhold som sin stomme. Han använder gummit Skyline 2 för sin forehand och Bryce för sin backhand.